# NGC 3542
NGC 3542 é uma galáxia espiral barrada (SBbc) localizada na direcção da constelação de Ursa Major. Possui uma declinação de +36° 56' 47" e uma ascensão recta de 11 horas, 09 minutos e 55,6 segundos.
A galáxia NGC 3542 foi descoberta em 26 de Março de 1884 por Édouard Jean-Marie Stephan.